# Čtyřicet mučedníků ze Sebaste
Čtyřicet mučedníků ze Sebaste je čtyřicet křesťanských příslušníků XII. legie Fulminata, povražděných v noci z 9. na 10. března 320 poblíž Sebaste v rámci Liciniova pronásledování křesťanů. Katolíci i pravoslavní je ctí jako svaté a mučedníky, katolíci si jejich památku připomínají 9. či 10. března.

## Historie
Nejstarší doklad jejich existence a úcty k nim je kázání sv. Basila Velikého († 379) přednesené na jejich svátek. Podle něj bylo čtyřicet příslušníků legie odsouzeno pro svou křesťanskou víru k umrznutí na zamrzlé jezerní hladině. Jeden z nich sice odpadl od víry a byl propuštěn, nicméně jeden ze strážných, který měl křesťany mrznoucí na jezeře strážit, se poté sám prohlásil za křesťana a byl k nim přidán, takže počet čtyřicet zůstal nezměněn.

## Úcta
Katolíci i pravoslavní ctí 40 mučedníků ze Sebaste jako svaté a mučedníky. Jejich velkými ctiteli a prosazovateli jejich kultu byli sv. Basil Veliký, sv. Řehoř z Nyssy, sv. Efrém Syrský a sv. Pulcheria. Je jim zasvěcena kaple při Santa Maria Antiqua (nejstarším dochovaném kostele v Římě). Katolická církev slaví jejich svátek 10. nebo (dle některých lokálních či komunitních kalendářů) 9. března.